# Poveromo
Poveromo è una frazione del comune italiano di Massa, nella provincia di Massa e Carrara, in Toscana.
Centro balneare della costa apuana, è una delle località del litorale di Massa comprese nell'area urbana di Marina di Massa. Confina a nord con i Ronchi e a sud con la frazione Cinquale del comune di Montignoso. Nella località sono presenti numerose pinete e una ricca macchia mediterranea. La frazione non ha un nucleo ma è costituita da più strade perpendicolari.

## Storia
Le prime notizie riguardanti la località risalgono al XVIII secolo: all'epoca la località era paludosa, malsana ed era abitata da persone che fuggivano dalle località vicine per non scontare la pene per i crimini da loro commessi. Nel corso del XIX secolo la località è stata bonificata e, a partire dalla fine del secolo, è iniziato il turismo balneare.

## Monumenti e luoghi d'interesse
- Nella frazione di Poveromo è presente l'aeroporto di Massa-Cinquale[2], aperto come scalo turistico nazionale e comunitario. Vi si trova anche la base operativa di "Pegaso 3"[3] Elisoccorso 112 H24.
- Chiesa di San Domenichino